# 萨维讷勒拉克
萨维讷勒拉克（法語：Savines-le-Lac，法語發音：[savin lə lak]）是法国上阿尔卑斯省的一个市镇，位于该省南部，属于加普区。

## 地理
萨维讷勒拉克（44°31'33"N, 6°24'18"E）面积25.13 平方千米，位于法国普罗旺斯-阿尔卑斯-蓝色海岸大区上阿尔卑斯省，该省份为法国东南部内陆省份，北起萨瓦省，西北接伊泽尔省，西南接德龙省，南至上普罗旺斯阿尔卑斯省，东北部与意大利接壤。
与萨维讷勒拉克接壤的市镇（或旧市镇、城区）包括：蓬蒂、克罗、普吕尼耶尔、皮圣厄塞布、皮萨尼耶尔、雷阿隆、圣阿波利奈尔。

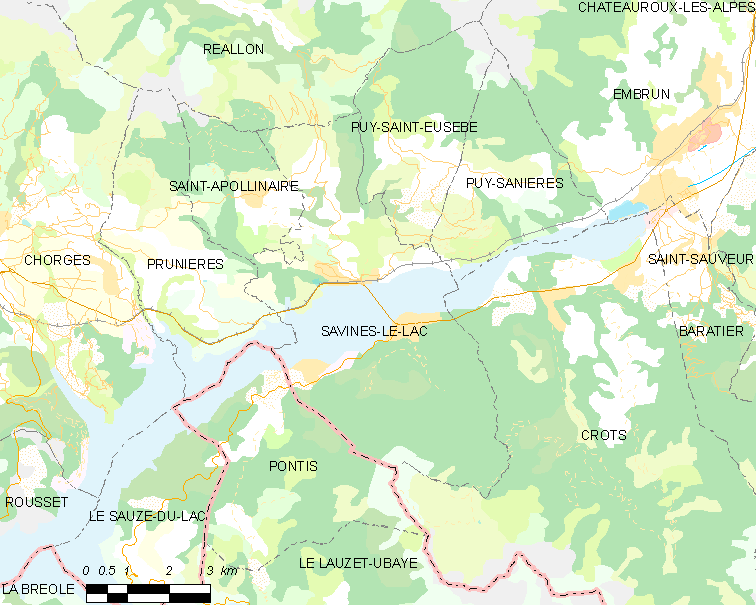
萨维讷勒拉克的OSM定位图

萨维讷勒拉克的时区为UTC+01:00、UTC+02:00（夏令时）。

## 行政
萨维讷勒拉克的邮政编码为05160，INSEE市镇编码为05164。

## 政治
萨维讷勒拉克所属的省级选区为绍尔日县。

## 人口

1962-2008年间萨维讷勒拉克人口变化图示

萨维讷勒拉克于2022年1月1日时的人口数量为1109人。